# Джунпей Гомикава
Джунпей Гомикава (на японски: 五味川純平) е японски писател.
Роден е на 15 март 1916 година в Далян в окупираната от японците Манджурия. Завършва Токийския университет за чуждестранни изследвания, след което се връща в Манджурия, а малко по-късно е мобилизиран в Квантунската армия, връща се в Япония през 1947 година. През 1956 – 1958 година публикува шесттомния си роман „Човешкото състояние“, вдъхновен от собствените му преживявания в Манджурия през Втората световна война. Романът придобива широка известност и е филмиран от Масаки Кобаяши в едноименната трилогия от 1959 – 1961 година.
Джунпей Гомикава умира на 8 март 1995 година.